# A japán feleség (film, 2010)
A japán feleség 2010-es indiai film, amit Aparna Sen rendezett. Főszereplők Rahul Bose, Raima Sen és Moushumi Chatterjee, továbbá Chigusa Takaku japán színésznő a címszerepben.
A filmben főként angolul beszélnek, de elhangzanak benne bengáli és japán mondatok is.
A filmet eredetileg 2008 októberében akarták bemutatni, de a bemutatót elhalasztották 2010. április 9-re.
Ausztráliában a Melbourne-i Nemzetközi Filmfesztiválon 2010. július 23-án mutatták be.
A romantikus történet egy indiai vidéki matematikatanár és japán levelezőtársa körül forog, akivel távolból „házasságot kötnek”, bár személyesen soha nem találkoznak.

## Történet
Snehamoy (Rahul Bose) és Miyage (Chigusa Takaku) levelezőtársak, Snehamoy Indiában él, Miyage pedig Japánban. Szokatlan, erős érzelmi kapcsolat alakul ki közöttük, bár egymást soha nem látják, csak időnként telefonon sikerül beszélniük. Miyage egy idő után „házasságot” javasol a férfinak, amit az elfogad. A dolog semmiféle ceremóniával nem jár.
Ezt a szokatlan kapcsolatot beárnyékolja egy fiatal özvegy, Sandhya (Raima Sen) és nyolcéves fia, Poltu érkezése Snehamoy házába, ahol ő nagynénjével él. Snehamoy és a fiú között hamar kialakul egyfajta apa-fiú kapcsolat, majd az özveggyel is összebarátkoznak, bár ő eleinte, a szokásoknak megfelelően mindig eltakarja arcát, ha Snehamoy a közelben van.
Amikor Miyage rákbetegségben szenved, Snehamoy hosszú szabadságot vesz ki a munkahelyén, és minden orvosi, gyógyítói lehetőséget felkeres, hogy távolból segíthessen. Házi készítésű gyógyszereket, kivonatokat küld Miyage-nak, amiket ő a gyógyszerei mellett rendben bevesz.
Amikor egyik alkalommal a legközelebbi onkológussal beszél, rájön, hogy távolból és a beteg fizikai megvizsgálása nélkül az orvos sem tud segíteni. A hazafelé úton vihar tör ki, Snehamoy bőrig ázik és tüdőgyulladást kap. A vihar miatt a környékbeliek nem tudnak elmenni Kalkuttába az antibiotikumért, amire szüksége lenne, így pár napon belül meghal.
Miyage pár nappal később megérkezik kopasz fejjel, fehér száriban a volt férje házához.

## Szereplők
- Rahul Bose mint Snehamoy Chatterjee
- Raima Sen mint Sandhya
- Chigusa Takaku mint Miyage
- Moushumi Chatterjee mint Maashi
- Rudranil Ghosh mint Fatik
- Kunal Basu: (különleges megjelenés)

## Filmkészítés
A film készítése 2007 áprilisában kezdődött. Ez az első alkalom, hogy Aparna Sen valaki másnak a történetét filmesíti meg.
Az eredeti történetet az angliai Oxfordban élő bengáli író (eredetileg mérnök), Kunal Basu írta, A japán feleség és más történetek cím alatt.
A filmnek először „A papírsárkány” címet adták, de később visszakapta az írás címét.
A filmezés helyszínei Kolkata, Sundarbans, és a japán Jokohama és Tsukuba, Ibaraki voltak.

### Szereposztás
Aparna Sen látta Rahul Bose színészt az English, August, és a Split Wide Open filmekben, és úgy érezte, hogy jó lenne ebben a filmben, mivel intelligens és visszafogott színész.
Egy beszélgetésben Aparna kijelentette, hogy a választása azért esett őrá egymás után három alkalommal is, mert „teljesen a saját elképzelésem szerint tudom alakítani, és erre csak kevesen képesek a színészek közül”.
Sandhya szerepére először a rendezőnő lánya, Konkona Sen Sharma lett kiválasztva. Az eredeti történetben nincs is neve az özvegy szereplőnek, ezt a nevet Aparna találta ki. Aparna elmondta a Hindustan Times-nak, hogy „Raima mint Sandhya tökéletes kémiai kötést alkot a vásznon Rahullal. Mindketten szégyenlősek és jól illeszkednek a megformált szerepekhez”.
A japán Chigusa Takaku kiválasztásáról ezt mondta Aparna: „Szerződtettünk egy ügynökséget, és őt választottuk ki 12 lány közül. Érzékeny és intuitív színésznő. Hamar belejött a szerepbe. Egyáltalán nem tudott angolul, ezért egy tolmácson keresztül beszélgettünk vele, aki mindig a helyszínen volt”.

## Fogadtatás

### Kritikai értékelések
A The Internet Movie Database a nézők szavazatai alapján a lehetséges 10-ből 8,2-re értékeli a filmet (ami kiemelkedő eredmény).
A film Indiában „pozitív” és „nagyon pozitív” kritikákat kapott.
Nikhat Kazmi, a The Times Of India kritikusa a lehetséges 5-ből 4 pontra értékelte a filmet, és ezt írta: „a filmben olyan szépség, visszafogottság és minimalizmus van, hogy az szinte már haiku, és úgy érzed, hogy egy másik világba érkeztél.” Dicsérte a film minden főszereplőjét.
Rajeev Masand a CNN-IBN-től a lehetséges 5-ből 3-ra értékelte a filmet, de dicsérte a rendezést és a színészeket: „Lassú tempója és valószínűtlen feltételei ellenére a történet hihető, a szereplők valódiak, akiknek valódi félelmeik és aggodalmaik vannak, amihez kapcsolódni lehet.”
Anupama Chopra az NDTV-től a lehetséges 5-ből 3-ra értékelte a filmet, és dicsérte a színjátszást, de kritizálta a film tempóját: „Az, hogy mennyire élvezed Aparna Sen filmjét, A japán feleséget, attól függ, mennyire vagy türelmes. A film lassú, ami helyenként már fájdalmas. Ha azonban kitartasz, rájössz, hogy érdemes volt várnod. A film gazdag a sóvárgásban és a szomorúságban, de ugyanakkor reménykeltő is, a maga csendes módján.”
Omar Qureshi a Zoom TV-től a lehetséges 5-ből 5-re értékelte a filmet, és „zoombasztikus”-nak nevezte (ez nyilván arra utal, hogy a tv-nézőknek erősen ajánlja a filmet).

### Bevételek
„A japán feleség” tisztességes 44%-os foglaltsággal kezdett, mindössze 32 kópiával, a Saregama Films ezt 88%-ra értékelte.

### Otthoni lejátszás
A kalózkodás elleni védekezésül „A japán feleség” DVD-je Indiában csak a mozibemutató után 1 hónappal jelent meg.
Ennek ellenére a film már elérhető volt online, nem sokkal a mozibemutató után.
Észak-Amerikában a Databazaar Media Ventures kezdte meg a forgalmazását a Netflix-en, Amazon.com-on és az iTunes-on keresztül 2010. július 13-án.

## Díjak
- Star Entertainment Award for Best Film
- Star Entertainment Award for Best Director, Aparna Sen
- Star Entertainment Award for Best Cinematography, Anay Goswamy

## Fordítás
- Ez a szócikk részben vagy egészben  a   The Japanese Wife című angol Wikipédia-szócikk fordításán alapul.  Az eredeti cikk szerkesztőit annak laptörténete sorolja fel. Ez a jelzés csupán a megfogalmazás eredetét és a szerzői jogokat jelzi, nem szolgál a cikkben szereplő információk forrásmegjelöléseként.